# Regioni del Malawi

Regioni del Malawi

Le regioni del Malawi (in lingua chewa Madera Malawi) sono la suddivisione territoriale di primo livello del Paese e sono pari a 3. Ciascuna di esse si articola ulteriormente in distretti.

## Lista
| Localizzazione | Regione                | Capoluogo | Popolazione (2008) | Superficie (km²) |
| -------------- | ---------------------- | --------- | ------------------ | ---------------- |
|                | Regione Centrale       | Lilongwe  | 5 491 034          | 35 592           |
|                | Regione Meridionale    | Blantyre  | 5 876 784          | 31 753           |
|                | Regione Settentrionale | Mzuzu     | 1 698 502          | 26 931           |